# Evarcha theisi
Evarcha theisi är en spindelart som först beskrevs av Lucas 1846.  Evarcha theisi ingår i släktet Evarcha och familjen hoppspindlar. Inga underarter finns listade i Catalogue of Life.